# 拉特朗克利耶尔
拉特朗克利耶尔（法語：La Tranclière，法語發音：[la tʁɑ̃klijɛʁ] ⓘ）是法国东部安省的一个市镇，属于布雷斯地区布尔格区。

## 地理
拉特朗克利耶尔（46°6'40"N, 5°15'42"E）面积14.75 平方千米，位于法国奥弗涅-罗讷-阿尔卑斯大区安省，该省份为法国东部省份，北起汝拉省，西北接索恩-卢瓦尔省，西接罗讷省和里昂大都会，南至伊泽尔省，东与萨瓦省、上萨瓦省和瑞士接壤。
与拉特朗克利耶尔接壤的市镇（或旧市镇、城区）包括：塞尔蒂讷、韦勒河畔栋皮埃尔、德吕亚、朗镇、圣马丹迪蒙。

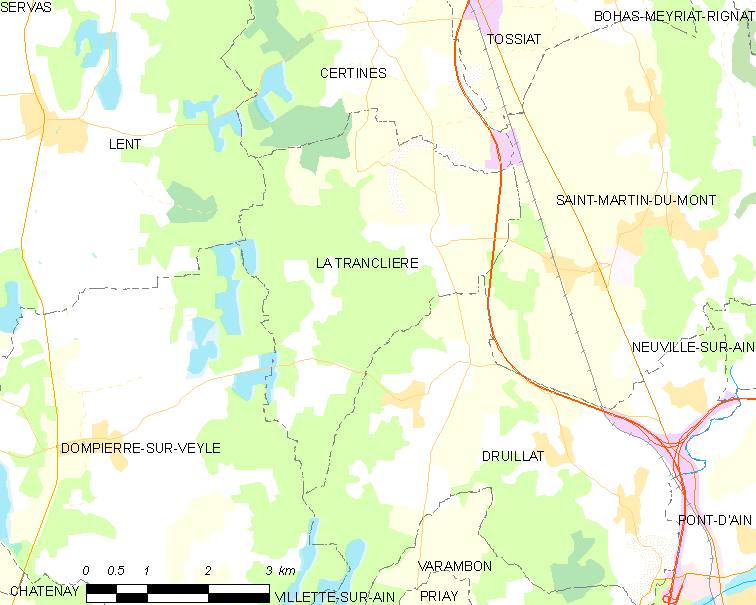
拉特朗克利耶尔的OSM定位图

拉特朗克利耶尔的时区为UTC+01:00、UTC+02:00（夏令时）。

## 行政
拉特朗克利耶尔的邮政编码为01160，INSEE市镇编码为01425。

## 政治
拉特朗克利耶尔所属的省级选区为塞泽里亚县。

## 人口

1962-2008年间拉特朗克利耶尔人口变化图示

拉特朗克利耶尔于2022年1月1日时的人口数量为288人。